# Savez hokeja na ledu Bosne i Hercegovine
Savez hokeja na ledu Bosne i Hercegovine (Bosnisch-herzegowinischer Eishockeyverband) ist der nationale Eishockeyverband von Bosnien und Herzegowina.

## Geschichte
Der Verband wurde am 10. Mai 2001 in die Internationale Eishockey-Föderation aufgenommen. Der Verband gehört zu den IIHF-Vollmitgliedern. Aktueller Präsident ist Haris Muhić.
Der Verband kümmert sich überwiegend um die Durchführung der Spiele der bosnisch-herzegowinischen Eishockeynationalmannschaft. Zudem organisiert der Verband den Spielbetrieb auf Vereinsebene, unter anderem in der bosnisch-herzegowinischen Eishockeyliga und im bosnisch-herzegowinischen Eishockeypokal.

## Spaltung des Verbandes
Drei der vier Ligamannschaften – HK Ilidža 2010, HK Stari Grad und HK Sarajevo – beschlossen 2011 aus mehreren Gründen, einen eigenen Verband, den „HSFBIH“  und eine eigene Liga zu gründen. Dies geschah ohne den HK Bosna, der ohnehin vorhatte, stattdessen an der Total TV Hockey League teilzunehmen.
Sie bemängelten die Arbeit des Verbandes, dem sie vorhielten, den HK Bosna zu bevorteilen. Alle Verantwortlichen des SLBIH seien vom HK Bosna und auch nur Angehörige dieses Vereines Mitglieder der U16-Nationalmannschaft, die 2011 am BIHU-Turnier in der Türkei teilnahm. Nur dem HK Bosna soll es erlaubt gewesen sein, sich an der gemeinsamen Liga mit mazedonischen, bulgarischen und griechischen Klubs zu beteiligen. Zudem warfen sie dem Verband vor, den HK Ilidža 2010 nicht aufzunehmen. Zudem wurde dem SHLBIH mangelnde finanzielle Transparenz, insbesondere bezüglich der Zuwendungen durch die IIHF vorgehalten.
Der neugegründete Verband organisierte zunächst die Durchführung der Saison 2011/12 und des Pokalwettbewerbs 2012. Bislang ist der Verband nicht von der IIHF anerkannt worden, da es bereits einen existierenden und anerkannten Landesverband gibt.

## Einzelnachweis
1. ↑  Vicko Ivanković: Bosnian hockey is still alive! In: Eurohockey.com. 25. Dezember 2012, abgerufen am 7. Dezember 2013.